# Geolycosa
Genre
Synonymes
- Scaptocosa Banks, 1904

Geolycosa est un genre d'araignées aranéomorphes de la famille des Lycosidae.

## Distribution
Les espèces de ce genre se rencontrent en Amérique, en Afrique, en Asie, en Océanie et en Europe du Sud.

## Liste des espèces
Selon World Spider Catalog (version 25.5, 03/02/2025) :
- Geolycosa aballicola (Strand, 1906)
- Geolycosa albimarginata (Badcock, 1932)
- Geolycosa appetens Roewer, 1960
- Geolycosa ashantica (Strand, 1916)
- Geolycosa atrosellata Roewer, 1960
- Geolycosa bridarollii (Mello-Leitão, 1945)
- Geolycosa buyebalana Roewer, 1960
- Geolycosa carli (Reimoser, 1934)
- Geolycosa charitonovi (Mcheidze, 1997)
- Geolycosa conspersa (Thorell, 1877)
- Geolycosa cyrenaica (Simon, 1908)
- Geolycosa diffusa Roewer, 1960
- Geolycosa disposita Roewer, 1960
- Geolycosa diversa Roewer, 1960
- Geolycosa domifex (Hancock, 1899)
- Geolycosa dunini Zyuzin & Logunov, 2000
- Geolycosa egena (L. Koch, 1877)
- Geolycosa escambiensis Wallace, 1942
- Geolycosa excussa (Tullgren, 1905)
- Geolycosa fatifera (Hentz, 1842)
- Geolycosa festina (L. Koch, 1877)
- Geolycosa forsaythi (Dahl, 1908)
- Geolycosa gaerdesi Roewer, 1960
- Geolycosa gosoga (Chamberlin, 1925)
- Geolycosa habilis Roewer, 1960
- Geolycosa hectoria (Pocock, 1900)
- Geolycosa hubbelli Wallace, 1942
- Geolycosa hyltonscottae (Mello-Leitão, 1941)
- Geolycosa impudica (Mello-Leitão, 1944)
- Geolycosa incertula (Mello-Leitão, 1941)
- Geolycosa infensa (L. Koch, 1877)
- Geolycosa insulata (Mello-Leitão, 1944)
- Geolycosa ituricola (Strand, 1913)
- Geolycosa katekeana Roewer, 1960
- Geolycosa kijabica (Strand, 1916)
- Geolycosa lancearia (Mello-Leitão, 1940)
- Geolycosa latifrons Montgomery, 1904
- Geolycosa liberiana Roewer, 1960
- Geolycosa lindneri (Karsch, 1879)
- Geolycosa lusingana (Roewer, 1959)
- Geolycosa micanopy Wallace, 1942
- Geolycosa minor (Simon, 1909)
- Geolycosa missouriensis (Banks, 1895)
- Geolycosa natalensis Roewer, 1960
- Geolycosa nolotthensis (Simon, 1910)
- Geolycosa ornatipes (Bryant, 1935)
- Geolycosa patellonigra Wallace, 1942
- Geolycosa pikei (Marx, 1881)
- Geolycosa rafaelana (Chamberlin, 1928)
- Geolycosa raptatorides (Strand, 1909)
- Geolycosa riograndae Wallace, 1942
- Geolycosa rogersi Wallace, 1942
- Geolycosa rubrotaeniata (Keyserling, 1877)
- Geolycosa rufibarbis (Mello-Leitão, 1947)
- Geolycosa sangilia (Roewer, 1955)
- Geolycosa schulzi (Dahl, 1908)
- Geolycosa sexmaculata Roewer, 1960
- Geolycosa shinkuluna Roewer, 1960
- Geolycosa suahela (Strand, 1913)
- Geolycosa subvittata (Pocock, 1900)
- Geolycosa tangana (Roewer, 1959)
- Geolycosa ternetzi (Mello-Leitão, 1939)
- Geolycosa timorensis (Thorell, 1881)
- Geolycosa togonia Roewer, 1960
- Geolycosa turricola (Treat, 1880)
- Geolycosa uinticolens (Chamberlin, 1936)
- Geolycosa uruguayaca (Strand, 1909)
- Geolycosa vultuosa (C. L. Koch, 1838)
- Geolycosa wrighti (Emerton, 1912)
- Geolycosa xera McCrone, 1963

## Systématique et taxinomie
Ce genre a été décrit par Montgomery en 1904 dans les Lycosidae.
Scaptocosa a été placé en synonymie par Dondale et Redner en 1990.

## Publication originale
- Montgomery, 1904 : « Descriptions of North American Araneae of the families Lycosidae and Pisauridae. » Proceedings of the Academy of Natural Sciences of Philadelphia, vol. 56, p. 261-325.